# Club Baloncesto Ciudad de Burgos
El Castilla Sport Club es un club de baloncesto femenino español, de la ciudad de Burgos en Castilla y León.
En las filas del primer equipo han militado jugadoras internacionales de todas las categorías y nacionalidades. Kelly Schummacher, Andke de Mondt, Anna Cruz, Allison Tranquilli, Marta Zurro, Silvia Luz, Emma Bezos, Laura Grande, Max Xantal o Pilar Valero son algunas de las más destacadas. Asimismo por el banquillo han pasado importantes entrenadores del ámbito de las selecciones nacionales de la FEB tales como Miguel Méndez, Evaristo Pérez Torices o Alberto Ortego.

## Historia
Se fundó en el mes de septiembre de 1996 y en ese mismo año empezó a competir en la categoría femenina como consecuencia de la fusión de dos clubes de baloncesto de la ciudad de Burgos, el Club Baloncesto Burgos y el Club Baloncesto Alfa, el cual le cedió todos sus derechos y obligaciones.
El C.B. Burgos se fundó en los años 70 y ascendió a 1.ªB la temporada 1993/1994. El C.B. Alfa, se creó en el año 1986 y logró el ascenso a 1.ªB en la campaña 1990/1991.
Los dos clubes siempre destacaron por su fructífera labor con los equipos de base gracias a un gran trabajo con su prolija cantera.
Desde su fundación hasta el 2008 el Club Baloncesto Ciudad de Burgos siempre estuvo en la élite del baloncesto femenino español. La mejor temporada a nivel clasificatorio fue la 2006-2007, cuando tan sólo Ciudad Ros Casares Valencia y Perfumerías Avenida fueron mejores. La situación deportiva giró 180° en la 2007-2008 y el equipo se vio abocado a jugar en la Liga Femenina 2. En 2011 se hace bueno el dicho de "a la tercera va la vencida" y se consigue el regreso a la Liga Femenina.
Las siguientes temporadas serían de re-asentamiento en la categoría, si bien en la 2012-2013 se superaron las expectativas y el equipo logró clasificarse para los playoffs por el título como 5.º clasificado (clasificaban 6).
En la temporada 2013-2014 el club vuelve a contar con categorías de base, reafirmando así su compromiso con la tarea social de promover el deporte que nace de la vocación educativa de formar a nuestros jóvenes en un entorno de valores esenciales. Actualmente cuenta con cerca de 60 niñas y 15 entrenadores que compiten en las ligas autonómicas y una escuela de iniciación al baloncesto formada por casi 30 niñas y 3 entrenadores más.
Por su parte, a través del equipo sénior el club quiere difundir una imagen positiva de Burgos y provincia por toda la geografía española. En la actual temporada ha conseguido clasificarse de nuevo para disputar la Copa de la Reina tras 6 años de ausencia al haber finalizado 4.º clasificado a la conclusión de la primera vuelta de la Liga Femenina.
A lo largo de su existencia se han conseguido importantes logros como un subcampeonato de la Copa de la Reina (2000), dos Copas Federación de Castilla y León (2007 y 2011), una participación en competición europea en la Copa Ronchetti (2000 - 2001), tres fases de ascenso consecutivas a Liga Femenina, etc.
En agosto de 2014 anuncia que renuncia a su participación en la próxima edición de la Liga Femenina por motivos económicos. El club tampoco participará en Liga Femenina 2 y anuncia que a partir de ese momento solo se dedicará al baloncesto de formación.
En la temporada 2015/2016 el club competirá en la Primera División Nacional de Baloncesto Femenino tras su fusión con el Club Baloncesto Tierra de Burgos

### Denominaciones
Como suele ser habitual en los clubes de baloncesto españoles, el Club Baloncesto Ciudad de Burgos ha modificado su nombre en varias ocasiones, atendiendo a sus principales patrocinadores; el club burgalés ha tenido las siguientes denominaciones:
- 1997-1998: Aluminios Tizona
- 1998-2002: Baloncesto Ciudad de Burgos
- 2002-2003: Club Baloncesto Ciudad de Burgos
- 2003-2004: Arranz Acinas Burgos
- 2004-2011: Arranz Jopisa Burgos
- 2011-2012: Jopisa Ciudad de Burgos
- 2012-2014: Beroil Ciudad de Burgos
- 2015- actualidad: Castilla Sport Club

## Temporada tras Temporada
| Temporada | Liga | División        | Posición | Postemporada                           | Competiciones de Copa             | Copas Europeas       |
| --------- | ---- | --------------- | -------- | -------------------------------------- | --------------------------------- | -------------------- |
| 1997–98   | 1    | Liga Femenina   | 5        | –                                      | –                                 | –                    |
| 1998–99   | 1    | Liga Femenina   | 11       | –                                      | –                                 | –                    |
| 1999–00   | 1    | Liga Femenina   | 8        | –                                      | Copa de la Reina Subcampeón       | –                    |
| 2000–01   | 1    | Liga Femenina   | 7        | Cuartos de final                       | –                                 | Juega Copa Ronchetti |
| 2001–02   | 1    | Liga Femenina   | 10       | –                                      | –                                 | –                    |
| 2002–03   | 1    | Liga Femenina   | 7        | Cuartos de final                       | –                                 | –                    |
| 2003–04   | 1    | Liga Femenina   | 11       | –                                      | –                                 | –                    |
| 2004–05   | 1    | Liga Femenina   | 10       | –                                      | –                                 | –                    |
| 2005–06   | 1    | Liga Femenina   | 6        | –                                      | Copa de la Reina Cuartos de final | –                    |
| 2006–07   | 1    | Liga Femenina   | 3        | Semifinales                            | Copa de la Reina Semifinales      | –                    |
| 2007–08   | 1    | Liga Femenina   | 14       | Descenso a Liga Femenina 2             | –                                 | –                    |
| 2008–09   | 2    | Liga Femenina 2 | 1        | Finalista3rd                           | –                                 | –                    |
| 2009–10   | 2    | Liga Femenina 2 | 2        | Playoffs Ascenso a Liga Femenina7th    | –                                 | –                    |
| 2010–11   | 2    | Liga Femenina 2 | 3        | Ascenso2nd                             | –                                 | –                    |
| 2011–12   | 1    | Liga Femenina   | 9        | –                                      | –                                 | –                    |
| 2012–13   | 1    | Liga Femenina   | 5        | Cuarto Finalista PlayOff Título6.º     | --                                | --                   |
| 2013–14   | 1    | Liga Femenina   | 6        | Renuncia a participar en Liga Femenina | Copa de la Reina Semifinales      | --                   |

## Plantillas
| #                                                                                                   | Nombre              | F. Nacimiento | Estatura | Origen  | C. Procedencia                            | Al | Pi | Ba | Esc |
| --------------------------------------------------------------------------------------------------- | ------------------- | ------------- | -------- | ------- | ----------------------------------------- | -- | -- | -- | --- |
| 5                                                                                                   | Ana Ariznavarreta   | 27/03/1996    | 1,83 m   | España  | Ciudad de Burgos Junior                   |    |    |    |     |
| 7                                                                                                   | Belén Arrojo        | 08/01/1995    | 1,86 m   | España  | Segle XXI - Liga Femenina 2               |    |    |    |     |
| 8                                                                                                   | Paloma Ordoñez      | 21/04/1997    | 1,65 m   | España  | Ciudad de Burgos Junior                   |    |    |    |     |
| 10                                                                                                  | Alicia Elvira       | 15/06/1996    | 1,76 m   | España  | Beroil Ciudad de Burgos - Liga Femenina   |    |    |    |     |
| 11                                                                                                  | Claudia Calvelo     | 27/03/1992    | 1,92 m   | España  | Durán Maquinaria Ensino - Liga Femenina 2 |    |    |    |     |
| 12                                                                                                  | Patricia Argüello   | 01/06/1987    | 1,78 m   | España  | UNB Obenasa - Liga Femenina               |    |    |    |     |
| 13                                                                                                  | Andrea Vilaró       | 09/05/1993    | 1,80 m   | España  | Tintos de Toro Caja Rural - Liga Femenina |    |    |    |     |
| 14                                                                                                  | Georgina Bahí       | 01/06/1989    | 1,90 m   | España  | Cadi - ICG Software                       |    |    |    |     |
| 15                                                                                                  | María España        | 09/08/1992    | 1,78 m   | España  | Instituto de Fertilidad Air Europa        |    |    |    |     |
| 16                                                                                                  | Berta Chumillas     | 29/06/1990    | 1,73 m   | España  | Beroil Ciudad de Burgos - Liga Femenina   |    |    |    |     |
| 21                                                                                                  | Adaora Elonu        | 28/04/1990    | 1,86 m   | Nigeria | Galil Eliol (Israel)                      |    |    |    |     |
| Bajas:                                                                                              |                     |               |          |         |                                           |    |    |    |     |
| 8                                                                                                   | Laura Muñoz         | 23/08/1978    | 1,66 m   | España  | Isla Única Tenerife - Liga Femenina 2     |    |    |    |     |
| 8                                                                                                   | Valeria Kast        | 12/01/1987    | 1,98 m   | Estonia | KK Tallinna Ulikool (Estonia)             |    |    |    |     |
| 9                                                                                                   | Aikaterina Sotiriou | 03/01/1984    | 1,85 m   | Grecia  | UNB Obenasa - Liga Femenina               |    |    |    |     |
| Entrenador: José Jesús Vázquez Asistente: Chema Susilla Benito Directivos: Javier Ruiz (Presidente) |                     |               |          |         |                                           |    |    |    |     |
| 6° Liga Femenina                                                                                    |                     |               |          |         |                                           |    |    |    |     |

| # | Nombre           | F. Nacimiento | Estatura | Origen         | C. Procedencia                                 | Al | Pi | Ba | Esc |
| --- | ---------------- | ------------- | -------- | -------------- | ---------------------------------------------- | -- | -- | -- | --- |
| 4 | Angela Alonso    | 31/08/1995    | 1,65 m   | España         | Baloncesto Tierra de Burgos                    |    |    |    |     |
| 6 | Amaya Gastaminza | 27/02/1991    | 1,89 m   | España         | Hondarribia - Irún (Liga Femenina)             |    |    |    |     |
| 7 | Regina Gómez     | 18/10/1982    | 1,74 m   | España         | Duran Maquinaria Ensino Lugo (Liga Femenina 2) |    |    |    |     |
| 8 | Aitana Cuevas    | 03/07/1986    | 1,87 m   | España         | Thetrend Cortegada (Liga Femenina 2)           |    |    |    |     |
| 9 | Alicia Elvira    | 15/06/1996    | 1,74 m   | España         | Baloncesto Tierra de Burgos                    |    |    |    |     |
| 10 | Rachel Allison   | 30/03/1987    | 1,85 m   | Estados Unidos | Jopisa Ciudad de Burgos (Liga Femenina)        |    |    |    |     |
| 12 | Itziar Llobet    | 20/03/1993    | 1,78 m   | España         | Kent St. (NCAA-D1)                             |    |    |    |     |
| 13 | Blanca Marcos    | 12/05/1986    | 1,76 m   | España         | Mann Filter Zaragoza (Liga Femenina)           |    |    |    |     |
| 14 | Anna Gómez       | 06/05/1986    | 1,80 m   | España         | RC Celta Indepo (Liga Femenina)                |    |    |    |     |
| 15 | Laura Gil        | 24/04/1992    | 1,92 m   | España         | Hondarribia - Irún (Liga Femenina)             |    |    |    |     |
| 16 | Berta Chumillas  | 29/06/1990    | 1,72 m   | España         | Isla de Tenerife Aguere (Liga Femenina 2)      |    |    |    |     |
| Entrenador: Miguel Ángel Ortega Asistente: Chema Susilla Benito Directivos: Emilio Marcos (Presidente), Javier Ruiz (Vicepresidente) |                  |               |          |                |                                                |    |    |    |     |
| 5° Liga Femenina - 6.º Cuartos de final PlayOff Título                                                                               |                  |               |          |                |                                                |    |    |    |     |

| # | Nombre           | F. Nacimiento | Estatura | Origen         | C. Procedencia                     | Al | Pi | Ba | Esc |
| --- | ---------------- | ------------- | -------- | -------------- | ---------------------------------- | -- | -- | -- | --- |
| 4 | Rachel Allison   | 30/03/1987    | 1,85 m   | Estados Unidos | CB Arxil (Liga Femenina 2)         |    |    |    |     |
| 5 | Laura Herrera    | 11/07/1989    | 1,89 m   | España         | Rivas Ecópolis - Liga Femenina     |    |    |    |     |
| 6 | Tanya Bröring    | 25/12/1984    | 1,78 m   | Países Bajos   | Lekdetec (Holanda)                 |    |    |    |     |
| 8 | Evelina Guneva   | 23/05/1980    | 1,83 m   | Bulgaria       | Uni Girona (LF)                    |    |    |    |     |
| 9 | Lucía Pablos     | 02/06/1985    | 1,72 m   | España         | Jopisa Ciudad de Burgos (LF)       |    |    |    |     |
| 10 | Lorena Infante   | 01/02/1981    | 1,72 m   | España         | Jopisa Ciudad de Burgos (LF)       |    |    |    |     |
| 12 | Celia Menéndez   | 09/01/1990    | 1,85 m   | España         | Jopisa Ciudad de Burgos (LF)       |    |    |    |     |
| 17 | Ziomara Morrison | 15/02/1989    | 1,95 m   | Chile          | Jopisa Ciudad de Burgos (LF)       |    |    |    |     |
| Bajas: |                  |               |          |                |                                    |    |    |    |     |
| 7 | Ana Peredo       | 21/04/1989    | 1,82 m   | España         | Jopisa Ciudad de Burgos (LF)       |    |    |    |     |
| 11 | Kaayla Chones    | 11/01/1981    | 1,91 m   | Estados Unidos | Obenasa Navarra (LF)               |    |    |    |     |
| 13 | Anna Pokoiova    | 18/06/1987    | 1,88 m   | Ucrania        | Kozachka-Zalk Zaporozhye (Ucrania) |    |    |    |     |
| 14 | Ify Ibekwe       | 05/10/1989    | 1,85 m   | Nigeria        | Dexia Namur (Bélgica)              |    |    |    |     |
| Entrenador: Ricardo González Asistente: Andrea Bilbao Lillo Directivos: Emilio Marcos (Presidente), Javier Ruiz (Vicepresidente) |                  |               |          |                |                                    |    |    |    |     |
| 9.º Liga Femenina |                  |               |          |                |                                    |    |    |    |     |

| # | Nombre                   | F. Nacimiento | Estatura | Origen  | C. Procedencia                        | Al | Pi | Ba | Esc |
| --- | ------------------------ | ------------- | -------- | ------- | ------------------------------------- | -- | -- | -- | --- |
| 4 | Begoña Pallardó          | 03/09/1992    | 1,68 m   | España  | Ros Casares Valencia                  |    |    |    |     |
| 5 | Farah Suárez             | 06/03/1992    | 1,95 m   | España  | La Caja de Canarias Junior            |    |    |    |     |
| 6 | Cristina Salinas Infante | 11/02/1993    | 1,62 m   | España  | C.B. Ciudad de Burgos Junior          |    |    |    |     |
| 7 | Noelia Otero             | 12/07/1985    | 1,85 m   | España  | B.F. Badajoz Extremadura              |    |    |    |     |
| 9 | Lucía Pablos             | 02/06/1985    | 1,72 m   | España  | Arranz Jopisa Burgos                  |    |    |    |     |
| 10 | Lorena Infante           | 01/02/1981    | 1,72 m   | España  | C.B. Olesa Espanyol (LF)              |    |    |    |     |
| 12 | Celia Menéndez           | 09/01/1990    | 1,85 m   | España  | Cadí La Seu D´Urgell                  |    |    |    |     |
| 13 | Mónica Garrido           | 28/05/1982    | 1,85 m   | España  | B.F. Badajoz Extremadura              |    |    |    |     |
| 14 | Ana Peredó               | 21/04/1989    | 1,82 m   | España  | CREF ¡Hola! Alameda de Osuna (Madrid) |    |    |    |     |
| 16 | Krista Phillips          | 18/05/1988    | 1,98 m   | Canadá  | Liomatic Umbertide (Italia – A1)      |    |    |    |     |
| 17 | Ziomara Morrison         | 15/02/1989    | 1,95 m   | Chile   | CB Aros                               |    |    |    |     |
| 18 | Patricia Cabrera         | 15/05/1991    | 1,72 m   | España  | Arranz Jopisa Burgos                  |    |    |    |     |
| Bajas: |                          |               |          |         |                                       |    |    |    |     |
| 8 | Vakina Volonaki          | 10/02/1977    | 1,76 m   | Grecia  | FEA Neas Halkidonas (Grecia)          |    |    |    |     |
| 8 | Mónica Jorge             | 28/03/1989    | 1,84 m   | España  | Arranz Jopisa Burgos                  |    |    |    |     |
| 10 | Anete Horelika           | 03/07/1987    | 1,77 m   | Letonia | SK Cesis (Letonia, 1A)                |    |    |    |     |
| 12 | Elena Esparcia           | 02/07/1994    | 1,77 m   | España  | C.B. Ciudad de Burgos Junior          |    |    |    |     |
| Entrenador: Ricardo González Asistente: Iñaki Blanco Directivos: Emilio Marcos (Presidente), Javier Ruiz (Vicepresidente) |                          |               |          |         |                                       |    |    |    |     |
| 3.º Liga Femenina 2 - Grupo A -- Ascenso a Liga Femenina                                                                  |                          |               |          |         |                                       |    |    |    |     |

| #                                                           | Nombre                   | F. Nacimiento | Estatura | Origen         | C. Procedencia               | Al | Pi | Ba | Esc |
| ----------------------------------------------------------- | ------------------------ | ------------- | -------- | -------------- | ---------------------------- | -- | -- | -- | --- |
| 5                                                           | Cristina Salinas Infante | 11/02/1993    | 1,62 m   | España         | C.B. Ciudad de Burgos Junior |    |    |    |     |
| 6                                                           | Estitxu Ibarretxe        | 27/10/1980    | 1,78 m   | España         | Obenasa Navarra              |    |    |    |     |
| 7                                                           | Edurne Ortega            | 26/05/1984    | 1,76 m   | España         | Obenasa Navarra              |    |    |    |     |
| 8                                                           | Mónica Jorge             | 28/03/1989    | 1,84 m   | España         | Arranz Jopisa Burgos         |    |    |    |     |
| 9                                                           | Lucía Pablos             | 02/06/1985    | 1,65 m   | España         | C.B. Aros León               |    |    |    |     |
| 10                                                          | Eva Lozano               | 26/06/1983    | 1,81 m   | España         | CB Conquero                  |    |    |    |     |
| 12                                                          | Demetress Adams          | 10/03/1987    | 1,94 m   | Estados Unidos | Iberconsulting Cáceres       |    |    |    |     |
| 13                                                          | Laine Kurpniece          | 14/03/1986    | 1,85 m   | Letonia        | Aguere Tenerife              |    |    |    |     |
| 14                                                          | Franciele Nascimento     | 19/10/1987    | 1,88 m   | Brasil         | Iberconsulting Cáceres       |    |    |    |     |
| 18                                                          | Patricia Cabrera         | 15/05/1991    | 1,72 m   | España         | C.B. Islas Canarias          |    |    |    |     |
| -                                                           | Lucía Martín Saiz        | 00/00/0000    | 1,63 m   | España         | C.B. Ciudad de Burgos Junior |    |    |    |     |
| Bajas:                                                      |                          |               |          |                |                              |    |    |    |     |
| 4                                                           | Kiki Lund                | 16/05/1983    | 1,80 m   | Dinamarca      | Cáceres 2016                 |    |    |    |     |
| 17                                                          | Anita Teilane            | 27/08/1985    | 1,96 m   | Letonia        | Wilfenbutel - Alemania       |    |    |    |     |
| Entrenador: Guillermo Fernández Asistente: Ricardo González |                          |               |          |                |                              |    |    |    |     |
| 2.º Liga Femenina 2 - Grupo A                               |                          |               |          |                |                              |    |    |    |     |

## Jugadoras Notables
- Marta Zurro
- Anna Cruz
- Ziomara Morrison
- Laura Gil
- Mar Xantal

## Datos del club
- Dirección: C/ MANUEL MUÑOZ GUILLEN, 4 - 1.ºA 09007 Burgos (Burgos)
- Teléfono: 947 475 490
- Fax: 947 475 490
- Web Oficial: https://www.castillasport.com Archivado el 12 de noviembre de 2018 en Wayback Machine.
- Facebook oficial: https://www.facebook.com/CBCiudadBurgos
- Twitter oficial: https://twitter.com/Castilla_Sport
- Pabellón: Polideportivo Municipal El Plantío (C/ Cascajera s/n - Burgos).
- Hora de juego habitual como local: Sábado a las 18:30 horas.
- Presidente: Javier Ruiz
- Director deportivo: Javier Ruiz
- Gerente: Javier Ruiz
- Jefe de prensa:
- Temporadas en Liga Femenina: 14
- Temporadas en LF-2: 3

## Características del campo de juego
El Polideportivo Municipal del Plantío es la instalación cubierta más emblemática de la ciudad de Burgos. Inaugurada en el año 1979, ha sido remodelada en 2002 para sustituir su cubierta, cambiar la fachada, la calefacción y la megafonía, ampliar los vestuarios,... Cuenta con una pista de parquet flotante de madera de arce con unas dimensiones de 45 x 25 metros.
El aforo es de 2500 espectadores con una extraordinaria visión de toda la superficie de juego que, además se ve aumentada por una potente iluminación. En la planta baja se encuentran 6 vestuarios colectivos y 2 vestuarios para árbitros totalmente adaptados ambos para su uso por discapacitados físicos. Cada vestuario posee duchas individuales y colectivas, aseos y algunos extras como camillas, o secadores. Cuenta el edificio con salas anexas dedicadas en la actualidad a los deportes de halterofilia, boxeo, tenis de mesa y esgrima. Los días de partido se puede disfrutar de un amplio bar.
Uno de los más importantes acontecimientos acogidos por el Polideportivo se produjo durante julio de 1993 (del 22 al 26). La instalación albergó la fase previa del Campeonato del Mundo de Baloncesto Sub-23. También ha acogido un Campeonato de España Junior de Clubes de Baloncesto y varios Campeonatos del Mundo de Esgrima. Además, dadas sus condiciones de altura, acústica, etc. puede acoger cualquier tipo de manifestación deportiva, cultural, musical o social.